# Beloreckij rajon
Il Beloreckij rajon (in russo Белорецкий район?) è un rajon (distretto) della Repubblica Autonoma della Baschiria, nella Russia europea; il capoluogo è Beloreck.